# Edo meisho zue

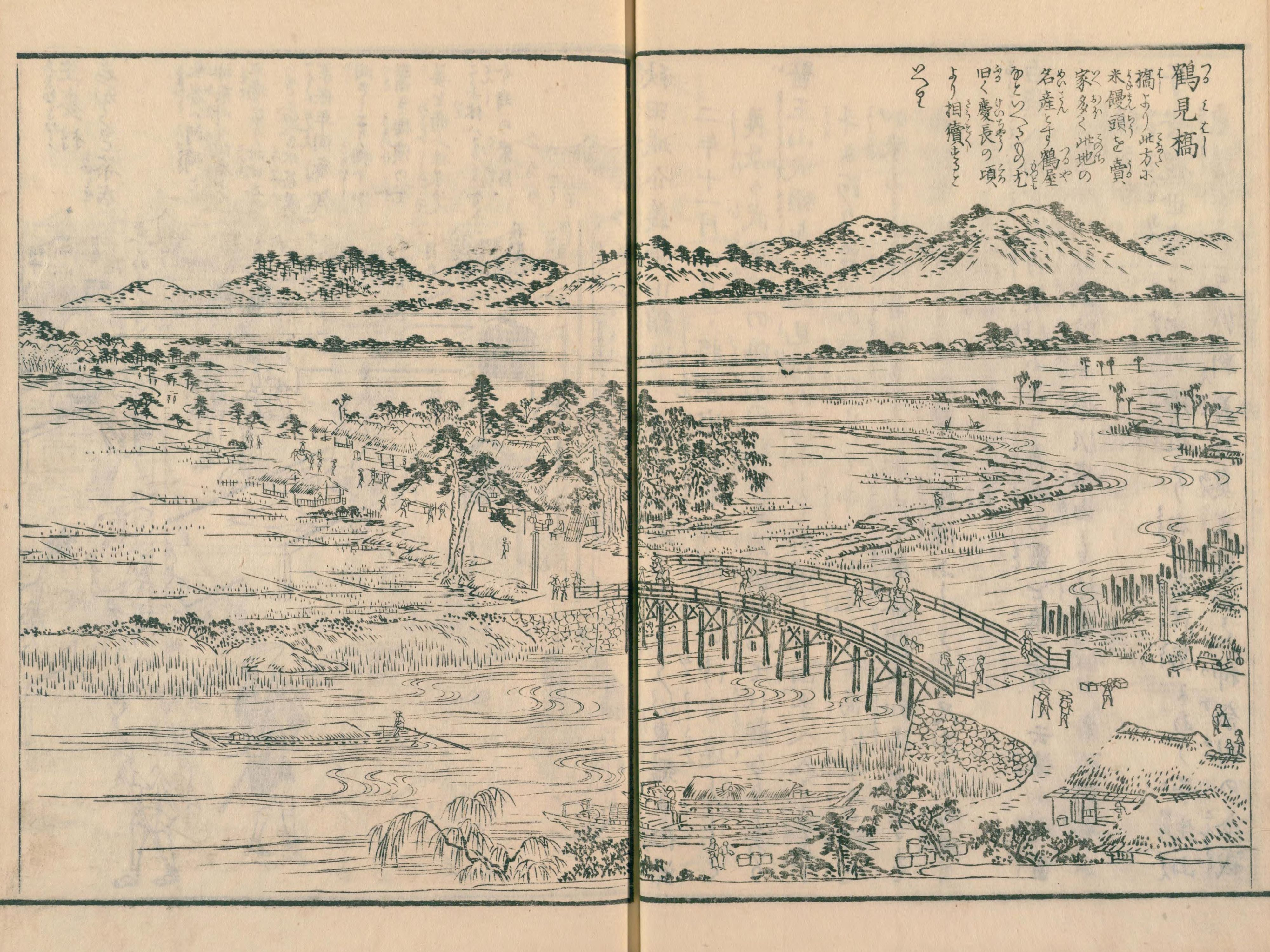
Tsurumi-bashi à Yokohama traversé par la route du Tōkaidō, paysage dit « à vol d’oiseau ».

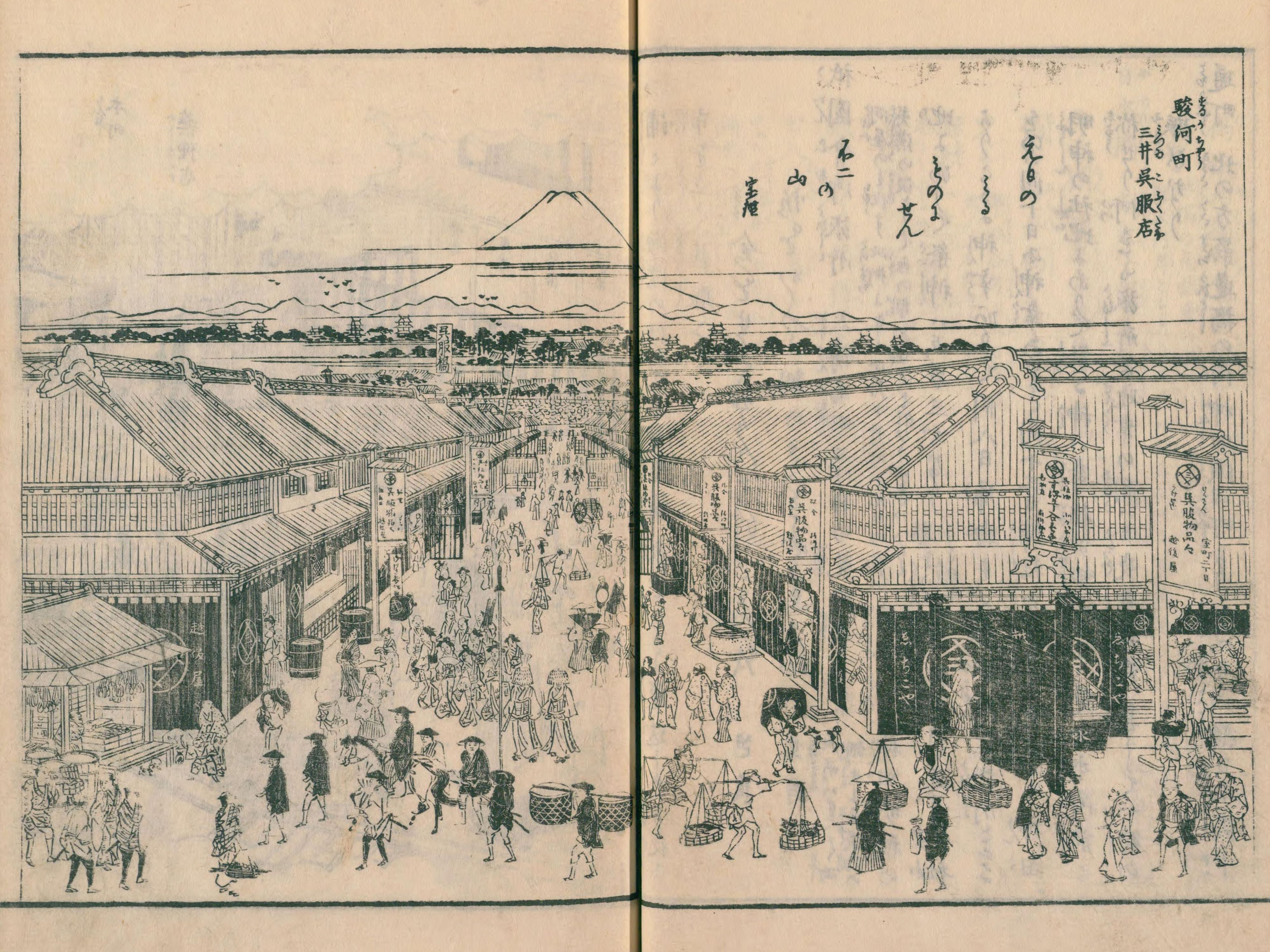
Scène d’Edo au quartier de Suruga, avec le mont Fuji en fond.

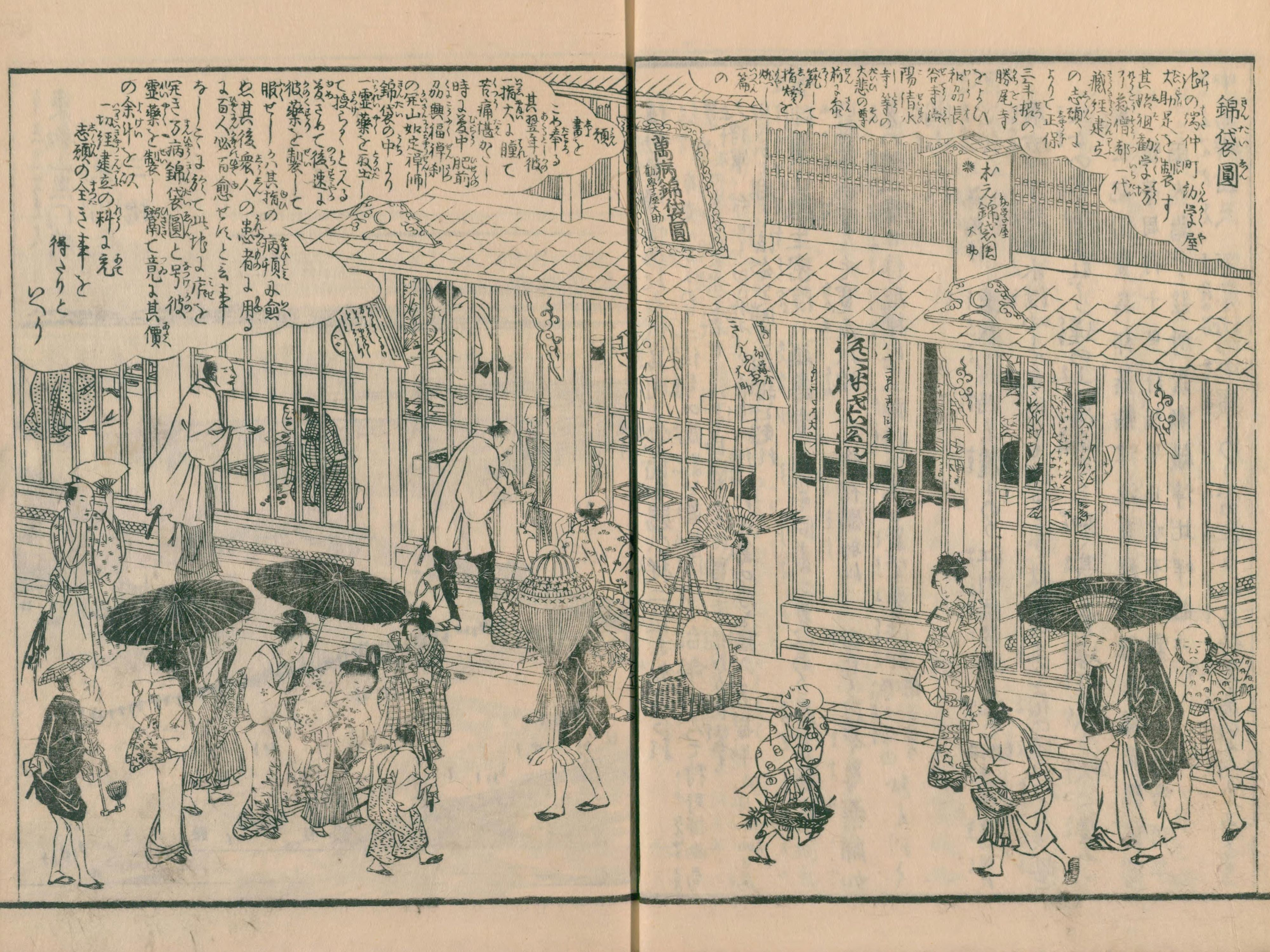
Pharmacie d’Edo encourageant l’achat de Kintaien, un produit de médecine bouddhique populaire censé soigner tout type de maux.

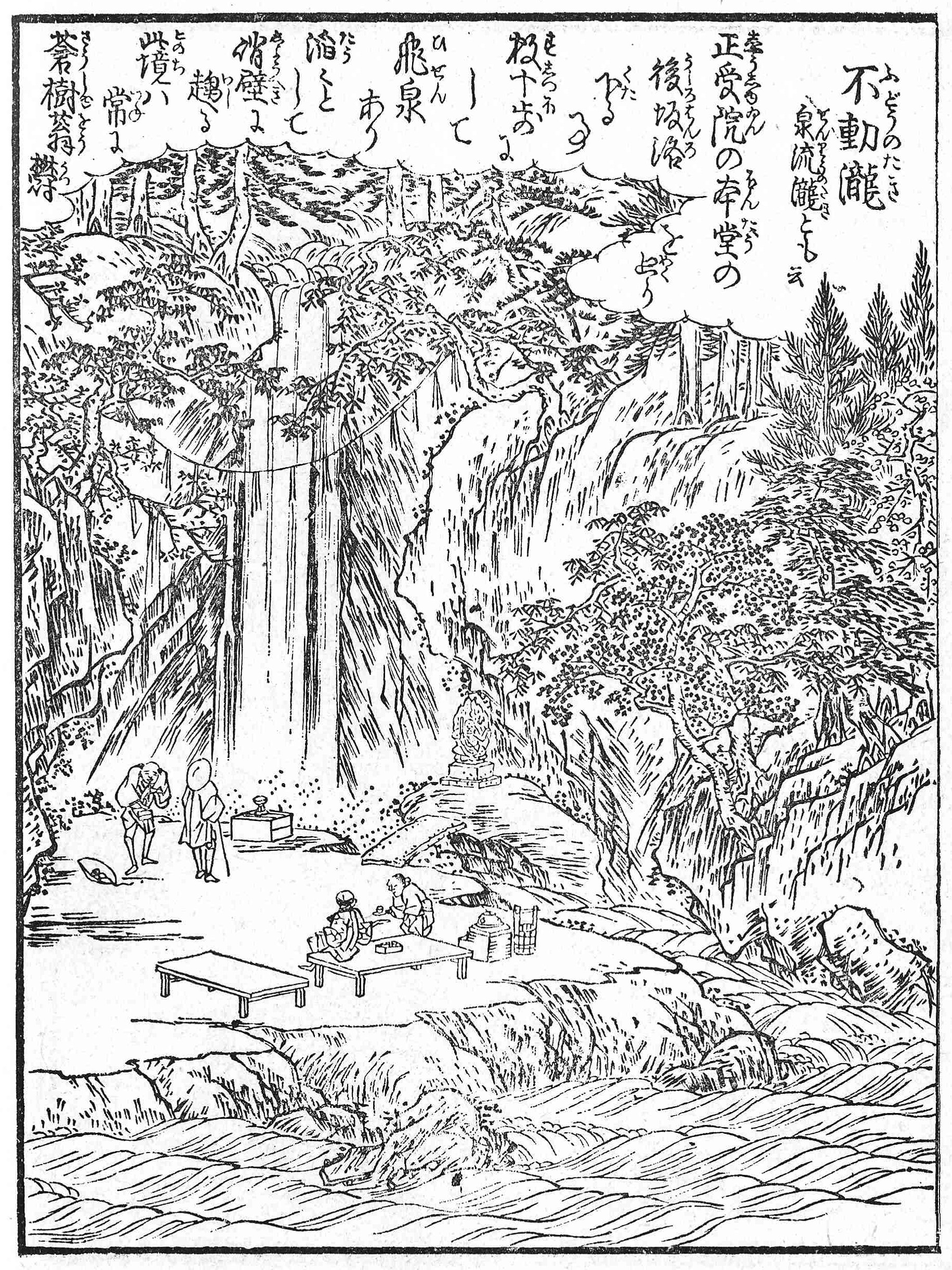
Détente au pied de la cascade Fudo à Ōji.

L’Edo meisho zue (江戸名所図会, « Guide illustré des lieux célèbres d’Edo ») est un meisho zue, c’est-à-dire un guide illustré de lieux célèbres, rédigé et publié par Saitō Yukio, Saitō Yukitaka et Saitō Genshin et illustré par Hasegawa Settan. Il est publié entre 1834 et 1836 durant l’époque d’Edo au Japon. Véritable encyclopédie illustrée, il recueille des informations et anecdotes sur plusieurs milliers de lieux d’Edo, ancien nom de Tokyo, et offre un aperçu de la vie et des coutumes d’alors.

## Description
Les meisho zue sont des guides illustrés de lieux ou vues célèbres (les meisho) du Japon, qui fleurissent au XVIIIe siècle. Ces lieux célèbres pouvaient concerner temples, sanctuaires, routes, provinces, boutiques, restaurants, maisons de thé, quartiers de divertissement… Les guides étaient organisés sous la forme de recueils ou listes de lieux décrits par un texte, tandis que de nombreuses illustrations pleine page en noir et blanc égayaient les ouvrages, en proposant un aperçu réaliste de la topologie et en mettant en scène les habitants locaux de toutes les classes sociales et de tous les âges,,.
L’Edo meisho zue fait partie des meisho zue les plus connus, portant sur la ville d’Edo (ancienne Tokyo, la capitale du shogunat Tokugawa), sa population et ses alentours. Les premiers guides illustrés de ce type apparaissent à Kyoto avec le Kyō warabe en 1658, et rencontrent un grand succès. Saitō Yukio Chōsū (1737-1789) décide de réaliser un recueil illustré similaire pour Edo. Ce travail est poursuivi et achevé par son fils Saitō Yukitaka Nagatamaro (1772-1818). C’est finalement son propre fils, Saitō Genshin Yukinari (1804-1878), qui publie le guide illustré en 1836. À la différence du Kyō warabe, la réalisation de l’œuvre ne semble pas avoir été financée par l’éditeur, les spécialistes y voyant plutôt un passe-temps pour les Saitō qui brossent un portrait vivant et flatteur de leur ville ; la question de leurs motivations reste toutefois incertaine car les Saitō occupaient une place de fonctionnaire héréditaire d’Edo (nanushi). Les auteurs furent aidés dans leur compilation d’informations par de nombreux anonymes, habitants d’Edo passionnés par leur ville. Publié entre 1834 et 1836 après environ quarante ans de travail, l’Edo meisho zue remporte un succès immédiat.
L’illustration est dirigée par Hasegawa Settan et son fils Hasegawa Settei, mais le nombre important d’images indique que d’autres peintres ont dû être impliqués dans le projet. Les compositions en noir et blanc présentent le plus souvent un point de vue en hauteur, dit « à vol d’oiseau », typique de la peinture japonaise.
L’Edo meisho zue est composé de vingt livres organisés en sept volumes ou parties regroupant plus d’un millier de lieux fameux,,, ce qui en fait l’« un des plus complets du genre ». D’après les estimations de Fujikawa Reman, quelque 60 % des lieux concernent les temples bouddhiques et les sanctuaires shinto, mais les vues restantes présentent une grande variété de sujets. Ainsi, si les vues célèbres sont traditionnellement liées à la poésie et à la littérature, ils[Quoi ?] évoluent à l’époque d’Edo pour concerner des lieux fameux pour leur histoire, leurs anecdotes, leur intérêt commercial ou les divertissements qu’ils proposent,. Cette nouvelle conception, vivace à Edo car la tradition des meisho y est moins ancienne, se retrouve pleinement dans l’Edo meisho zue, par exemple avec l’entrée décrivant la fête des champignons.
Les Saitō ont utilisé pour leur travail plusieurs guides géographiques ou meisho-ki publiés précédemment ; Suzuki Ken’ici a identifié au moins quatorze sources : l’Azuma meguri (1643), le Tōkaidō meisho ki (1659), l’Edo meisho ki (1662), l’Edo suzume (1677), le Murasaki no hitomoto (1683), l’Edo kanoko (1687), le Kokyōgaeri no Edo banashi(1687), l’Edo sunako (1732), le Zoku Edo sunako (1735), le Kōfū meishō shi (1733), le Saihen Edi sō kanoko meisho taizen (1751), le Saikō Edo sunako (1772), le Jiseki gakkō (1772) et le Nankō sawa (1751-1765).
L’Edo meisho zue a influencé Hiroshige pour la réalisation de ses séries d’estampes ukiyo-e sur Edo, notamment les Cent vues d'Edo pour le choix des lieux. De nos jours, outre les informations géographiques, il offre un aperçu fidèle sur les coutumes et les cérémonies de l’époque, ainsi que la vie quotidienne et la démographie et la ville.